# Laura Victoria Campos Salazar
Laura Victoria Campos Salazar (1979) es una bióloga, brióloga, y botánica colombiana. Se graduó en 2002, como bióloga de la Universidad del Tolima con el trabajo de grado "Hepáticas de la cuenca del río Combeima". Obtuvo en 2006, una maestría en Ciencias Biológicas en la Universidad Nacional de Colombia, en Bogotá, con la tesis meritoria "Estudio taxonómico de la familia Balantiopsaceae para Colombia". Actualmente hace un doctorado en la misma institución.

## Algunas publicaciones
- Juan C. Villarreal, Laura V. Campos Salazar, Bernard Goffinet, Jaime Uribe. 2012. "Parallel evolution of endospory within hornworts: Nothoceros renzagliensis (Dendrocerotaceae), sp. nov.". En: Estados Unidos Systematic Botany 37 (1): 31-37 ISSN 0363-6445
- Laura V. Campos Salazar, Jaime Uribe. 2012. "Taxonomic revision of Balantiopsaceae (Marchantiophyta) of Colombia". En: Colombia Nova Hedwigia 94: 97-127 ISSN 0029-5035
- Iván Barbosa, Jaime Uribe, Laura V. Campos Salazar. 2007. "Las Hepáticas de Santa María (Boyacá, Colombia) y alrededores". En: Colombia Caldasia 29 (1): 39-47 ISSN 0366-5232 ed: Unibiblos Publicaciones Univ. Nacional De Colombia
- laura V. Campos Salazar, jaime Uribe. 2006. "Additions to the Catalogue of Hepaticae and Anthocerotae of Colombia". En: Francia Cryptogamie Bryologie 27 (4): 499-510 ISSN 1290-0796 ed: Elsevier

### Libros
- Laura V. Campos Salazar, Jaime Uribe, Jaime Aguirre C.. 2008. "Santa María, Líquenes, Hepáticas y Musgos". 144 pp. En: Colombia ISBN 958-719-051-3

### Capítulos
- Laura V. Campos Salazar. 2003. "Hepáticas". Diversidad Florística de la Cuenca Alta del Río Combeima. En: Colombia ISBN 958-33-4697-7 ed: Publicidad & Marketing: 118 - 130

## Membresías
- Sociedad Latinoamericana de Briología[2]
- Asociación Colombiana de Ciencias Biológicas